# Sportwagen-Weltmeisterschaft 1953

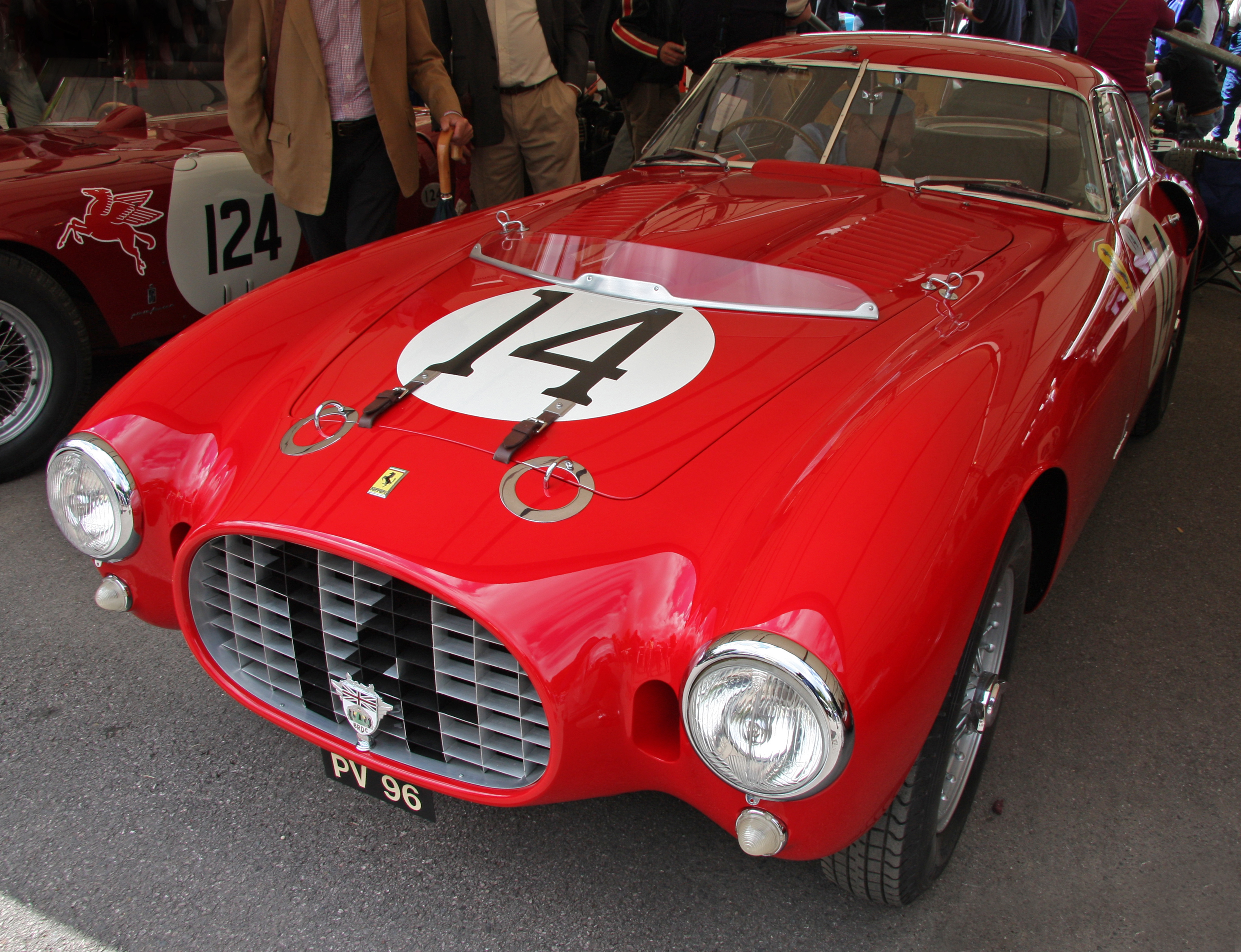
Ferrari 375MM; mit diesem Rennmodell gewann die Scuderia Ferrari die Rennen in Spa und am Nürburgring

Die Sportwagen-Weltmeisterschaft 1953 war die erste Saison dieser Meisterschaft. Sie begann am 8. März und endete am 27. November 1953.

## Meisterschaft
Im Frühjahr 1953 fällte die FIA mit der Einführung der Weltmeisterschaft für Sportwagen eine weitreichende Entscheidung, um erstens die Vielzahl der Rennen unter ein Rennsystem zu stellen und zweitens ein Gegengewicht zur Weltmeisterschaft der Formel-1-Fahrzeuge zu schaffen. Während die Weltmeisterschaft der Monopostos stets den siegreichen Piloten ehrten, sollte dieses neu geschaffene Championat ausdrücklich die Marke auszeichnen. Die ersten sechs der jeweiligen Rennen bekamen Punkte nach dem Schema 8-6-4-3-2-1. Jeder Hersteller erhielt nur für die beste Platzierung Punkte. Es gab drei Streichresultate.
Die Saison begann im Frühjahr mit dem 12-Stunden-Rennen von Sebring und endete im November mit der Carrera Panamericana. Die Weltmeisterschaft gewann Ferrari vor den beiden britischen Herstellern Jaguar und Aston Martin.

## Rennkalender
| Nr. | Datum              | Rennname / Rennstrecke                                                     | Team              | Gesamtsieger                     | Fahrzeug                  | Meisterschaft |
| --- | ------------------ | -------------------------------------------------------------------------- | ----------------- | -------------------------------- | ------------------------- | ------------- |
| 1   | 8. März            | 12-Stunden-Rennen von Sebring (Sebring International Raceway)              | Briggs Cunningham | Phil Walters John Fitch          | Cunningham C4-R           | Marken        |
| 2   | 26. April          | Mille Migla (Brescia – Rom – Brescia)                                      | Scuderia Ferrari  | Gianni Marzotto Marco Crosara    | Ferrari 340MM Vignale     | Marken        |
| 3   | 13. – 14. Juni     | 24-Stunden-Rennen von Le Mans (Circuit des 24 Heures)                      | Jaguar Cars Ltd.  | Tony Rolt Duncan Hamilton        | Jaguar C-Type             | Marken        |
| 4   | 25. – 26. Juli     | 24-Stunden-Rennen von Spa-Francorchamps (Circuit de Spa-Francorchamps)     | Scuderia Ferrari  | Giuseppe Farina Mike Hawthorn    | Ferrari 375MM Pininfarina | Marken        |
| 5   | 20. August         | 1000-km-Rennen auf dem Nürburgring (Nürburgring)                           | Scuderia Ferrari  | Giuseppe Farina Alberto Ascari   | Ferrari 375MM Vignale     | Marken        |
| 6   | 25. September      | RAC Tourist Trophy (Dundrod Circuit)                                       | Aston Martin      | Peter Collins Pat Griffith       | Aston Martin DB3S         | Marken        |
| 7   | 23. – 27. November | Carrera Panamericana (Tuxtla Gutiérrez – Ciudad Juárez – Tuxtla Gutiérrez) | Scuderia Lancia   | Juan Manuel Fangio Gino Bronzoni | Lancia D24 Pinin Farina   | Marken        |

## Marken-Weltmeisterschaft für Konstrukteure

### Gesamtwertung
| Position | Konstrukteur | 1   | 2 | 3   | 4 | 5 | 6   | 7 | Gesamt |
| -------- | ------------ | --- | - | --- | - | - | --- | - | ------ |
| 1        | Ferrari      | (1) | 8 | (2) | 8 | 8 |     | 3 | 27     |
| 2        | Jaguar       | 4   |   | 8   | 6 | 6 | (4) |   | 24     |
| 3        | Aston Martin | 6   | 2 |     |   |   | 8   |   | 16     |
| 4=       | Lancia       |     | 4 |     |   |   |     | 8 | 12     |
| 4=       | Cunningham   | 8   |   | 4   |   |   |     |   | 12     |
| 6        | Alfa Romeo   |     | 6 |     |   |   |     |   | 6      |
| 7        | Borgward     |     |   |     |   | 4 |     |   | 4      |
| 8=       | D.B.         |     |   |     | 3 |   |     |   | 3      |
| 8=       | Porsche      |     |   |     |   | 3 |     |   | 3      |
| 10=      | O.S.C.A.     | 2   |   |     |   |   |     |   | 2      |
| 10=      | Veritas      |     |   |     |   | 2 |     |   | 2      |
| 10=      | Talbot       |     |   |     |   |   |     | 2 | 2      |
| 13=      | Maserati     |     | 1 |     |   |   |     |   | 1      |
| 13=      | Gordini      |     |   | 1   |   |   |     |   | 1      |
| 13=      | Frazer Nash  |     |   |     |   |   | 1   |   | 1      |